# Zgodność relacji z działaniem
Zgodność relacji z działaniem – pojęcie algebry abstrakcyjnej; własność pewnych relacji, zwłaszcza dwuczłonowych, określonych na strukturach algebraicznych. Mówi się, że relacja {\displaystyle R} na zbiorze {\displaystyle X} jest zgodna z działaniem {\displaystyle *} na tym zbiorze {\displaystyle (*:X\times X\to X),} jeśli zachodzi implikacja:
{\displaystyle \forall x,y,x',y'\in X:xRy\land x'Ry'\Rightarrow (x*x')R(y*y').}
Innymi słowy dowolne dwa zdania wyrażające tę relację można ze sobą łączyć przez wykonywanie działania stronami. Definiuje się też zgodność relacji z działaniami zewnętrznymi oraz z działaniami o większej liczbie argumentów .

## Przykłady
Standardowy porządek liczb rzeczywistych jest zgodny z dodawaniem tych liczb:
{\displaystyle \forall x,y,x',y'\in \mathbb {R} :(x<y\land x'<y')\Rightarrow (x+x'<y+y').}
Porządek ten nie jest jednak zgodny z takimi działaniami na tym zbiorze jak:
- odejmowanie: {\displaystyle 0<1} i {\displaystyle 0<1,} ale {\displaystyle 0-0\nless 1-1;}
- mnożenie[2]: {\displaystyle 1<2} i {\displaystyle -2<-1,} ale {\displaystyle 1(-2)\nless 2(-1).}

Relacja podzbioru jest zgodna z działaniami sumy zbiorów i ich przekroju:
{\displaystyle (A_{1}\subseteq B_{1}\land A_{2}\subseteq B_{2})\Rightarrow (A_{1}\cup A_{2}\subseteq B_{1}\cup B_{2});}
{\displaystyle (A_{1}\subseteq B_{1}\land A_{2}\subseteq B_{2})\Rightarrow (A_{1}\cap A_{2}\subseteq B_{1}\cap B_{2}).}

## Rola
Zgodność skierowania z działaniami pojawia się w definicjach grupy uporządkowanej oraz ciała uporządkowanego. Dowodzi się też, że przystawanie elementów grupy względem podgrupy jest zgodne z działaniem tej struktury wtedy i tylko wtedy, gdy ta podgrupa jest normalna; jest to jedna z równoważnych definicji podgrupy normalnej:
{\displaystyle H<G,}
{\displaystyle a\equiv _{H}b:\Leftrightarrow ab^{-1}\in H,}
{\displaystyle (\forall a,b,c,d\in G:a\equiv _{H}b\land c\equiv _{H}d\Rightarrow ac\equiv _{H}bd)\Leftrightarrow H\trianglelefteq G.}
Dowodzi się też, że jeśli jakaś relacja równoważności jest zgodna z działaniem grupy, to istnieje podgrupa definiująca tę relację w powyższy sposób.